# Africanus: el hijo del cónsul
Africanus: el hijo del cónsul es la primera novela del escritor español Santiago Posteguillo y con ella inicia la trilogía dedicada a la figura del estadista y militar romano Escipión el Africano vencedor de Aníbal en la batalla de Zama. En esta primera parte se narra la infancia y juventud de Escipión, desde poco antes de su nacimiento hasta que conquista Cartago Nova.

## Argumento

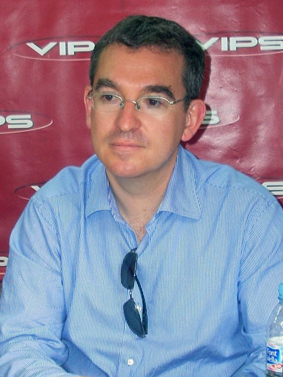
Santiago Posteguillo, autor de la novela.

Africanus: el hijo del cónsul, es la primera parte de la trilogía del mismo nombre. En esta novela nos narra el nacimiento de Publio Cornelio Escipión en el seno de una de las familias más importantes de la antigua Roma: los Escipiones dentro de la rama Cornelia. Asistimos a su formación académica y militar (a cargo de su padre Publio y su tío Cneo respectivamente) y a sus primeras campañas militares (con el heroico rescate de su propio padre, cónsul de Roma, en la Batalla del Ticino). Por último le acompañamos en su primera gran victoria como general romano (a los 25 años), al conquistar la inexpugnable Cartago Nova (capital cartaginesa en Hispania), la actual Cartagena.
Pero la historia de Escipión está irremediablemente ligada a la del general cartaginés Aníbal así que, paralelamente a la vida de Escipión, acompañaremos a los ejércitos de Aníbal en su conquista de Hispania, en el paso de los Alpes, en la conquista de la península itálica y en el cerco a Roma sin que ninguno de los generales romanos fuera capaz de hacerle frente, acabando con la vida de alguno de estos generales y haciéndose con el anillo consular del fallecido como trofeo.
Tampoco olvida la novela a los enemigos políticos de los Escipiones en Roma, con Quinto Fabio Máximo como máximo exponente y Marco Porcio Catón a la zaga de su mentor, así como el nacimiento del teatro clásico con las obras de Plauto.

## Personajes

### Escipiones y aliados
- Escipión el Africano: Protagonista de la historia. Hijo y sobrino de los cónsules mencionados abajo.

- Emilia Tercia: Hija pequeña de Emilio Paulo. Mujer de Escipión el Africano.

- Publio Cornelio Escipión (†): Cónsul en el 218 a. C. y procónsul en Hispania.

- Pomponia: Mujer de Publio Cornelio.

- Cneo Cornelio Escipión (†): Hermano del anterior; cónsul en el 222 a. C. y procónsul en Hispania.

- Lucio Cornelio Escipión: Hermano pequeño de Escipión el Africano.

- Tíndaro: Pedagogo griego. Tutor de los Escipiones.

- Cayo Lelio: Decurión de la caballería romana.

- Emilio Paulo (†): Cónsul en el 219 y 216 a. C.

- Lucio Emilio Paulo: Hijo de Emilio Paulo. Cuñado de Escipión el Africano.

### Enemigos de los Escipiones
- Quinto Fabio Máximo: Cónsul en el 233, 228, 215, 214 y 209 a. C., censor en el 230 a. C. y  dictador en 221 y 217 a. C.

- Quinto Fabio: Hijo de Quinto Fabio Máximo.

- Marco Porcio Catón: Protegido de Quinto Fabio Máximo.

### Habitantes de Roma
- Sempronio Longo: Cónsul en el 233 y 218 a. C.

- Cayo Flaminio (†): Cónsul en el 217 a. C.

- Cayo Terencio Varrón: Cónsul en el 216 a. C.

- Cneo Servilio (†): Cónsul en el 217 a. C.

- Claudio Marcelo: Cónsul en el 222, 215, 214, 210 y 208 a. C.

- Claudio Nerón: Procónsul

- Minucio Rufo: Jefe de caballería

- Lucio Marcio Septimio: Centurión en Hispania

- Quinto Terebelio: Centurión en Hispania

- Mario Juvencio Tala: Centurión en Hispania

- Sexto Digicio: Oficial de la flota romana

- Ilmo: Pescador celtíbero

- Tito Macio Plauto: Tramoyista en el teatro, comerciante, legionario y escritor

- Druso (†): Legionario

- Rufo (†): Patrón de una compañía de teatro

- Casca: Patrón de una compañía de teatro

- Praxíteles (†): Traductor griego de obras de teatro

- Marco: Comerciante de telas

### Cartagineses
- Aníbal Barca: Antagonista principal. Hijo mayor de Amílcar

- Amílcar Barca (†): Padre de Aníbal, conquistador cartaginés de Hispania

- Asdrúbal el Bello (†): Yerno de Amílcar y su sucesor en el mando

- Asdrúbal Barca: Hermano menor de Aníbal

- Magón Barca: Hermano pequeño de Aníbal

- Asdrúbal Giscón: General cartaginés

- Himilcón: General en la batalla de Cannas

- Magón: Jefe de la guarnición de Cartago Nova

- Maharbal: General en jefe de la caballería cartaginesa

- Bomílcar: General de parte de las tropas cartaginesas en la península itálica

### Otros
- Sífax: Rey de Numidia occidental

- Masinisa: Númida, general de caballería, hijo de Gaia, reina de Numidia oriental

- Filipo V: Rey de Macedonia

- Filémeno: Ciudadano de Tarento

- Régulo (†): Oficial brucio

- Demetrio de Faros: Rey depuesto por los romanos, consejero de Filipo V

## Diferencias históricas
- El prólogo de la novela pretende que Ennio y Pacuvio eran escritores en boga en la Roma del 228 a. C., cuando en realidad Pacuvio no nacería hasta el 220 y Ennio no comenzó su carrera hasta el 202.
- Según el texto, la biblioteca de Escipión padre contiene obras de Sócrates. En realidad, Sócrates era detractor de la escritura, a la que consideraba perjudicial para la memoria, y como tal no dejó obras escritas.
- En la novela, los personajes utilizan el nombre de Sierra Morena para referirse a la referida cordillera. "Sierra Morena" es una castellanización, por ende muy posterior a la época romana, de un topónimo, los llamados montes Arianos o Marianos, que tampoco parece haber sido usado hasta casi dos siglos después de los eventos de Africanus.
- En el trasfondo de la historia, contado por Tíndaro y Quinto Fabio Máximo en sendas ocasiones, se cuenta que Alejandro Magno se retiró de la India debido a la resistencia de Chandragupta Maurya. En realidad, en aquel momento Chandragupta era sólo un teniente del imperio Nanda y jamás luchó contra Alejandro, incluso llegando posteriormente a expresar que se habría unido a él de haber intentado la conquista de la India.
- Contrariamente a una subtrama de la novela, en la Roma de la segunda guerra púnica los elefantes de guerra eran ya considerados un arma obsoleta y poco amenazadora para un ejército organizado, a los que los romanos habían vencido ya algunas veces sin necesidad de fortificaciones, y se le daba mucho mayor peso al hecho de que fuera Aníbal el que los comandara que a ninguna ventaja inherente. En la misma guerra, los romanos derrotarían de nuevo a elefantes de guerra cuando Asdrúbal los usara en la batalla del Metauro, mucho antes de la batalla de Zama.
- Los vélites fueron establecidos en 211 a. C., probablemente en la primera batalla de Capua, mientras que en el libro aparecen ya en 218, cuando la infantería ligera romana todavía recibía el nombre de leves.
- En la novela, la caballería númida es un cuerpo de caballería pesada, mejor armados que los hispanos y galos, y Maharbal se muestra irritado de que Aníbal sólo les ordene llevar a cabo escaramuzas. En realidad, los númidas eran una caballería extremadamente ligera que ni siquiera portaba armadura, y las escaramuzas eran su especialidad, además de su única utilidad táctica. Por el contrario, eran precisamente los jinetes hispanos y galos los que actuaban como caballería pesada y contaban con armas apropiadas para ello.
- La novela también representa a los guerreros galos de Aníbal como infiltradores sigilosos, cuando en realidad eran su infantería más indisciplinada y peor armada (utilizaban espadas y escudos enormes, farragosos y de notoriamente poca calidad), y era adecuada sólo para la guerra frontal en masa.
- La acción describe el uso del arco y la flecha por todos los bandos de la guerra. Históricamente, ni romanos, ni hispanos ni africanos lo utilizaban en la época en la que el libro se ambienta. Sólo las tropas ciudadanas de Cartago y otros focos fenicios del Mediterráneo oeste habrían sido duchas en su uso.
- En la novela, los triunviros nocturnos aparecen como un cuerpo policial armado, cuando en realidad eran sólo tres magistrados (de ahí su nombre) que recorrían la ciudad con ayuda de un séquito de esclavos. En esta época tampoco podían portarse abiertamente armas en las calles de Roma debido a los límites religiosos del pomerium, excepto en tiempo de guerra. Una verdadera fuerza policial como la representada en la novela no existiría en Roma hasta las cohortes urbanas de Augusto.
- El comediógrafo Plauto aparece en la novela como un personaje llamado Tito Macio que adopta el pseudónimo de "Plauto" a modo de cognomen. En realidad, "Macio" tampoco era el apellido real de Plauto, sino que se cree que era un pseudónimo adicional referido a una clase de payaso itálico.
- El Plauto histórico podría haber servido como soldado durante una invasión gala de su Umbría natal, pero no consta que lo hiciera durante la segunda guerra púnica. En todo caso, no habría podido hacerlo para escapar de la pobreza como se pretende en la novela, ya que la historia se ambienta antes de las reformas marianas, en los tiempos de la legión polibiana, en los que los soldados romanos debían costearse su propio equipamiento.
- La novela muestra a los aliados latinos siendo reclutados en la propia Roma y agregados multinacionalmente a las propias legiones, de modo que un umbro como Tito Macio y un campano como Druso terminan compartiendo unidad en ellas. En realidad, los aliados formaban bloques independientes llamados alae que luchaban a los flancos de las legiones pero no formaban parte de ellas, y eran reclutados en sus propias tierras en contingentes separados por identidad nacional. Exceptuando asedios y emergencias, los latinos residentes en la ciudad de Roma debían volver sus tierras para unirse a sus alae o integrarse a ellas al paso.
- La novela muestra a Cneo Cornelio Escipión como un eterno soltero, cuando en realidad estaba casado y tenía dos hijos, también llamados Cneo y Publio. La novela también lo muestra muriendo en una huida en campo abierto, mientras que en la vida real, dependiendo de la fuente, cayó en un ataque a su campamento o fue acorralado y quemado vivo en una torre.
- El Cayo Lelio histórico era amigo de la infancia de Escipión, y basándose en esto, en el año de su muerte y en las fechas de su cursus honorum, es probable que ambos tuvieran la misma edad o muy poca diferencia. En la novela, Lelio es un veterano de guerra ya adulto que conoce a Publio cuando éste es adolescente.
- Cuando Cneo presenta a Publio a la madame de su prostíbulo habitual, la llama la Lena de Roma y explica que todos la conocen rápidamente por ese nombre. En realidad, lena era el término romano genérico para referirse a las mujeres dedicadas al proxenetismo y la gestión de prostíbulos, y no resultaría posible que una sola de ellas acaparase ese título de manera identificativa en una ciudad con un mercado sexual boyante como Roma.
- En la novela, Asdrúbal el Bello es asesinado por el esclavo de un mercenario galo asesinado en una disputa, mientras que en la vida real fue muerto por el esclavo de un caudillo hispano derrotado, Tagus. El ejército bárquida probablemente contaba con pocos o ningún galo antes de desplazarse a la propia Galia.
- Escipión no estuvo al lado de Lucio Emilio Paulo en el momento de su muerte en Cannas, ya que él y su contingente estaban lejos de su posición y habían logrado abrirse camino y retirarse por otro sector de la batalla. En la novela se le otorga el lugar de Cneo Cornelio Léntulo, la última persona con la que Paulo habló.
- Indíbil es descrito como un caudillo de los suessetanos. En realidad, lo era de los ilergetes.
- En la novela, los mercenarios celtíberos abandonan súbitamente a los romanos durante la batalla de Ilorca. En realidad, se marcharon del campamento romano mucho antes de la batalla con la excusa de que había guerra en sus tierras.